# Distretto di Lower Jloh
Il distretto di Lower Jloh è un distretto della Liberia facente parte della contea di Grand Kru.